# Milan Rapaić
Milan Rapaić (né le 16 août 1973 à Nova Gradiška) est un footballeur international croate. Il évoluait au poste de milieu offensif gauche. 

## Biographie
La précision de ces centres et son pied gauche magique lui octroient une excellente réputation dans le milieu footballistique.
Il joue sa première compétition internationale lors de la Coupe du monde 2002, où il inscrit le but victorieux face à l'Italie lors du deuxième match de poules. Il participe également à l'Euro 2004 dans lequel il marque également un but, sur penalty, face à l'équipe de France. 

## Palmarès
- 49 sélections et 6 buts avec l'équipe de Croatie entre 1996 et 2007.
- 3 Championnat de Croatie : 1991-92, 1993-94, 1994-95 Hajduk Split
- 3 Coupe de Croatie : 1993, 1995, 2003  Hajduk Split
- 4 Supercoupe de Croatie : 1992, 1993, 1994, 1995 Hajduk Split
- 1 Championnat de Turquie : 2000-01 Fenerbahçe